# Martina von Schwerin (1809–1839)
Martina von Schwerin (den yngre), född 1809, död 1839, var en svensk friherrinna och författarinna.

## Biografi
Martina von Schwerin växte upp i ett kulturellt hem. Modern Martina von Schwerin (den äldre), var känd genom brevskriveri och vänskap med Esaias Tegnér och denne gav Martina d.y. epitetet "den latinska fröken". Hennes uppväxt och bildning kom att präglas av hennes mors litterära intressen. Hon levde i 30 år och blev aldrig någon välkänd författare. Småsaker af en nybegynnare , som publicerades i fyra volymer (varav den sista av modern, efter hennes död) utgör hennes samlade verk.